# BMP
BMP (от „bitmap“, „битова карта“) е файлов формат за съхранение на растерна графика, разработен от компанията Майкрософт около 1986 година. Обичайното разширение на този тип файлове е .bmp. BMP файловете съдържат винаги RGB данни, като дълбочината на цвета може да варира:
- 1-бит: за изображение с 2 цвята – монохромен;
- 2-бита: за изображение с 4 цвята – рядко се използва;
- 4-бита: за изображение с 16 цвята;
- 8-бита: за изображение с 256 цвята;
- 16-бита: за изображение с 65 536 цвята, това е режима Hi Color;
- 24-бита: за изображение 16 777 216 цвята, които са смесица от 256 нюанса на червеното с 256 нюанса на зеленото и 256 нюанса на синьото; това е така наречения режим True Color
- 32-бита: 4 294 967 296 цвята;
- 48-бита: това е много рядко използван режим, който има много добро представяне на цветовете.

BMP не използва компресиране на данните, поради което размерите на файловете са по-големи, отколкото при други формати за растерна графика, като PNG или GIF.